# Krasocin (gmina)
Pour les articles homonymes, voir Krasocin.
La gmina de Krasocin est une commune rurale de la voïvodie de Sainte-Croix et du powiat de Włoszczowa. Elle s'étend sur 193,89 km2 et comptait 10 752 habitants en 2018. Son siège est le village de Krasocin qui se situe à environ 12  kilomètres à l'est de Włoszczowa et à 36 kilomètres à l'ouest de Kielce.

## Villages
La gmina de Krasocin comprend les villages et localités de Belina, Borowiec, Brygidów, Bukowa, Chałupki, Chotów, Cieśle, Czostków, Dąbrówka, Dąbrówki, Gruszczyn, Huta Stara, Jakubów, Karolinów, Kozia Wieś, Krasocin, Lipia Góra, Lipie, Ludynia, Mieczyn, Niwiska Gruszczyńskie, Niwiska Krasocińskie, Nowy Dwór, Ogrojce, Oleszno, Ostra Górka, Ostrów, Podlesko, Porąbki, Rogalów, Rudnik, Skorków, Stojewsko, Sułków, Świdno, Wielkopole, Wojciechów, Wola Świdzińska, Występy, Zabrody et Żeleźnica.

## Gminy voisines
La gmina de Krasocin est voisine des gminy de Kluczewsko, Łopuszno, Małogoszcz, Przedbórz, Słupia et Włoszczowa.